# Gustav Weber
Gustav Weber (Münchenbuchsee, 30 d'octubre de 1845 - Zúric, 12 de juny de 1887) fou un compositor de música suís.
Dotat d'una gran precocitat, als catorze anys fou nomenat mestre de música de l'Institut de cecs Hirzel de Lausana i després es traslladà a Leipzig, en el conservatori de la qual perfeccionà els seus estudis, seguint-los més tard a Mannheim amb Franz Lachner. De 1869 a 1870 residí a Berlín, on entaulà amistat amb Hans von Bülow i Franz Liszt, i aquest li feu estrenar, amb ocasió del festival Beethoven, el poema simfònic Zur Iliade (1870).
Des de 1872 Weber fou organista de l'església de Sant Pere, director de la societat L'Harmonia i professor del Conservatori de Zúric. A part de l'obra ja mencionada, publicà: 
- una sonata per a piano
- cinc duets per a soprano i contralt
- tres valsos per a piano
- un quartet i un trío per a piano i instruments d'arc
- una sonata per a violí i diverses peces per a piano, així com cors, transcripcions de cants populars alemanys, etc..